# Koczubejiwka (rejon berysławski)
Koczubejiwka (ukr. Кочубеївка) – wieś na Ukrainie, w obwodzie chersońskim, w rejonie berysławskim. W 2001 liczyła 737 mieszkańców.